# Kleinbahren
Kleinbahren (niedersorbisch Bóryńk) ist ein Ortsteil der Stadt Sonnewalde im Landkreis Elbe-Elster in Brandenburg.

## Geografie und Verkehrsanbindung
Kleinbahren liegt nordöstlich der Kernstadt Sonnewalde an der Kreisstraße K 6231 und an der Bahnstrecke Finsterwalde–Luckau. Westlich verläuft die B 96, nordöstlich erstreckt sich das im Landkreis Oberspreewald-Lausitz gelegene rund 203 ha große Naturschutzgebiet Tannenbusch und Teichlandschaft Groß Mehßow.

## Geschichte
Am 1. September 1977 erfolgte der Zusammenschluss mit Großbahren zu Bahren.

Zum 1. Mai 2002 wurde die Gemeinde Bahren in die Stadt Sonnewalde eingegliedert. Seitdem gelten Großbahren und Kleinbahren als separate Ortsteile.

## Sehenswürdigkeiten
- In der Liste der Baudenkmale in Sonnewalde ist für Kleinbahren kein Baudenkmal aufgeführt.